# Limnodriloides problematicus
Limnodriloides problematicus är en ringmaskart som beskrevs av Erséus 1990. Limnodriloides problematicus ingår i släktet Limnodriloides och familjen glattmaskar.
Artens utbredningsområde är havet kring Nya Zeeland. Inga underarter finns listade i Catalogue of Life.